# グレートビター湖
グレートビター湖（英語: Great Bitter Lake, アラビア語: البحيرة المرة الكبرى）は、エジプト・アラブ共和国の北東部に位置する塩湖。スエズ運河の一部を形成し、スモールビター湖と隣接している。運河開削前は乾燥湖であった。面積は、スモールビター湖と合わせて250平方キロメートル。スエズ運河を北に向かうとマンザラ湖とティムサーハ湖がある。
運河が閉鎖されていない時は、地中海と紅海の海水が自由に行き来し、干上がることは無い。またグレートビター湖は、スエズ運河において潮流の影響を緩和させる緩衝地帯の役割を果たしている。
1945年2月14日、フランクリン・ルーズベルト米国大統領は、ヤルタ会談終了後に当地を訪れ、湖上のアメリカ海軍重巡洋艦クインシーでサウジアラビアのアブドゥルアズィーズ・イブン＝サウード国王と会談した。この会談の内容については記録が残されていないとされていたが、実際には通訳を務めた海兵隊のウィリアム・A・エディ大佐により記録され、"FDR Meets Ibn Saud"として公表されている。この会談では、石油の安定供給と引き換えに、アメリカがサウジアラビアの軍事的安全保障を提供するという密約が交わされていた（クインシー協定）。
1967年の第三次中東戦争ではスエズ運河が閉鎖され、取り残された14隻の船が1975年までグレートビター湖に閉じ込められることとなった。これらの船は、すぐに甲板が砂漠の砂に覆われてしまったため、黄色い船団と呼ばれた。